# 사사키 로키
사사키 로키(佐々木 朗希 ささき ろうき、2001년 11월 3일 - )은 일본의 프로 야구 선수이며 이와테현립 오후나토 고등학교를 졸업하고 현재 일본프로야구 퍼시픽 리그 지바 롯데 마린스 소속이다. 이와테현 리쿠젠타카타시 출신의 야구 선수(투수)로 고등학교 시절 일본 역대 최고인 163km/h를 계측했으며 2022년 4월 10일 퍼펙트게임 당시 13타자 연속이란 연속 타자 탈삼진 세계 신기록을 세웠다.

## 경력

### 프로 입단 전
사사키 로키는 2001년 11월 3일 일본 이와테현 리쿠젠타카타시에서 태어났다. 그는 2010년, 리쿠젠타카타 시립 타카다 초등학교 3학년 때 야구를 시작하는데 2011년 3월 11일 동일본 대지진의 해일로 아버지와 조부모를 여읜 뒤 4학년 때 오후나토시에 가고 오후나토시립 이카와 초등학교로 전학. 현지의 연식 소년 야구단"이카와 야구 클럽"에 입단해 본격적인 야구 선수로써 시작을 했다. 그리고 오후나토시립 제일 중학교 야구부(연식)에서는 2학년 때에 에이스 넘버를 짊어지지만 3학년이 되기 직전의 2016년 초봄에 허리의 피로 골절이 판명.통증을 호소했는데 당초, 현지의 병원에서는 "몸이 단단할 뿐"이라고 진단받았지만, 석연치 않았던 지도자가 하나마키 히가시 고등학교의 사사키 히로시 감독에게 상담 오타니 쇼헤이가 고교시절에 다녔던 아오모리현 하치노헤시의 병원을 소개받아 그곳에서 피로골절이라는 진단을 받은 것.그 후 1년 가까이를 재활에 사용하게 된다, 3학년 때의 본선 출전은 이루지 않았지만 가을에 참가한 "올 게센"에서는, 이와테 대회에서 우승, 도호쿠 대회에서 준우승했고 전국 대회에 출전.대회 중에 당시의 자기 최고 속도인 141km/h를 계측했다. 고교 진학에 있어서는, 현 내외의 유명 사립 고교로부터의 권유가 많이 있었지만, 「현지의 학교에서 코시엔을 목표로 하고 싶다」라는 생각에서, 이와테현립 오후나토 고등학교에 진학. 1학년 때 여름 현 대회에서 147km/h를 계측하고 2학년 여름에는 154km/h를 계측,2학년 때의 최고 구속은 157km/h.여름 현 대회는 니시와 가마 고등 학교에 패했다. 2019년 4월 6일 고교 일본 대표 후보에 의한 연수 합숙의 청백전에서 구장의 표시가 아닌 비공식면서 주니치 드래건스의 스카우트의 스피드 건에서 163km/h를 계측한 것으로 알려졌다. 이는 오타니 쇼헤이가 하나마키동 고등학교 시절 당시 고교생 최고 기록인 160km/h를 3km/h 넘는 것이었다. 이렇게 속구로 큰 주목을 모은 사사키는 오가와 미츠노부, 니시 순시, 오이카와 마사키와 함께 이 나이의 『 고교 BIG4』로 불렸다. 사사키 로키는 2019년 여름 제101회 전국 고교 야구 선수권 이와테 대회에서는 에이스 겸 4번 타자가 된다.선발 대회 출전의 모리오카 오츠키를 이치노세키 공업 고등 학교에 준결승에서 완봉승하는 결승 진출에 공헌, 이 단계에서 BS아사히가 이와테 대회 결승 긴급 생중계를 결정, 리플레이 설비가 없는 이와테 아사히 TV의 결승 중계에 50개 정도의 협찬 스폰서가 붙는 등 전례 없는 열기였다.7월 30일 열린 결승전 - 하나마키 히가시 고등 학교전에서는 "부상 예방 차원"라는 이유로 투수 타자 모두 출전 회피로 팀은 패배. 이에 오후나토 고등학교에 불만 전화가 쇄도하고 야구 관계자와 평론가 사이에서도 논란이 되고 미디어에서도 거론될 정도로 사회 문제가 되었다. 2019년 8월에는 18세 이하의 야구 월드컵 대표에 선출됐지만 대회 전에 오른손 중지에 물집(물집)가 생기는 바람에 등판한 것은 대 한국 대표 경기의 1이닝에 그쳤다. 2019년 10월 1일 프로 지명 신고를 정식으로 제출, 2019년 10월 2일에 이와테 현 고교 야구 연맹이 이에 대해서 공식 발표했다. 2019년 10월 2일 기자 회견을 열어 공식 프로 지망을 밝혔다. 10월 17일에 행해진 드래프트 회의에서 홋카이도 니혼햄 파이터스, 지바 롯데 마린스, 도호쿠 라쿠텐 골든 이글스, 사이타마 세이부 라이온스의 4구단의 1위 지명을 받아 추첨 결과 지바 롯데가 교섭권을 획득했다.

## 선수로서의 특징
사사키 로키는 발을 높이 올린 투구 폼이 특징이다. 그리고 최고 속도 165km/h의 속구(포심)가 주무기이고 또한 슬라이더,포크,체인지 업을 가지고 있다. 그리고 고교 시절에 이와테현 대회·모리오카 사고전 연장 12회에서 결승 골을 터뜨리는 등 타격 센스도 가지고 있다.

## 등판 회피 문제
2019년 7월 30일 열린 제101회 전국 고교 야구 선수권 이와테 대회 결승전에서 사사키는 등판하지 않고 팀은 하나마키 히가시 고등 학교에 2-12로 패하며 오후나토 고등학교는 바짝 그런데 35년 만의 여름의 고시엔 출장을 놓쳤다. 경기 후 고쿠보 요헤이 감독은 "3년간(사사키가)가장 깨질 수 있다고 생각했다.고장을 막기 위해내가 판단했다"과 등판 회피 이유를 설명했지만, 이에 대해서 오후나토 고등학교에는 2일 동안 250건의 불평이 쇄도했다. 그 기용 법을 둘러싸고는 야구 관계자와 평론가 사이에서도 찬반 양론이 일면서 언론에서도 다수 거론되게 되었다. 특히 주목받은 발언으로서, 재일교포 야구평론가 장훈은 자신이 출연하는 TV프로그램인 도쿄 방송 홀딩스 "선데이 모닝"에서 "절대로 던지게 했어야 했다.감독과 사사키 팀이 아니야.팀의 선수는 1학년부터 3학년까지 열심히 연습하고, 고시엔이 꿈이에요"이라고 말했다.그 장훈은 프로 통산 400승(268선발승으로 스즈키 케이시(288선발승) 고야마 마사아키(273선발승)에 이어 통산 선발승 3위) 투수 가네다 마사이치(2019년 10월 6일 서거)에서 전화를 받았으며, 사사키의 등판 회피 문제에 대해서"던지기하게 하지 않으면 안 된다. 찬반양론이 반대가 99%이다. 가네다가 전화로 역설했던 것을 말하고 있다.이에 대해 시카고 컵스 투수 다르빗슈 유는 트위터에서 장훈의 발언을 둘러싼 기사를 인용해 비판.만화 『 드래곤 볼 』의 캐릭터"시에은롱(신류)"을 내세우며" 시에은롱이 하나 소원 것 풀어 주겠다고 해서 망설임 없이 이 코너(장훈의 출연하는 텔레비전 프로)을 끄라고 말해"과 기고했다. 또 야구 평론가의 구와타 마스미는 호치신문에서 "나토의 고쿠보 감독과 사사키 투수의 용기에 찬사를 보내고 싶다"라고 코멘트 했다. 밖에 축구계에서도 일본 대표의 나가토모 유토와 축구 해설자인 마에조노 마사키요가 선수의 장래를 생각하는 감독의 결단을 지지하는 코멘트를 남겼다. 한편, 고시엔의 명장이라고도 불리는 고교야구 감독·전 감독 등에게서는 "제일 중요한 결승.이해에 시달린다"(요코하마 고교 와타나베 전 감독),"회피에 깜짝"(오사카 토인 고교 니시타니 고이치 감독)"사사키 군이 나왔으면 이겼을지도 모른다"등 비판거나 다소 비판 성향의 발언이 이루어진다, 지변 학원 와카야마 고등 학교·지변 학원 고등 학교 전 감독의 타카 시마 히토시는,"고뇌의 결단을 한 용기는 인정하지 않고는 "이라며"자신이라면강전부터 역산해서 던질 수 있도록 현 대회 전체에서 변통을 한다.무리는 시키지 않는 전제지만, 그 후에 어떻게든 고시엔에 데려가려고 했다.고시엔은 성지에서 성장의 큰 기회이기 때문"이라고 말했다.또 전 개성 고등 학교 감독 노무라는 "『 너는 한계라고 생각하겠지만 아직 감장하겠다 』라고 가르치기가 교육, 그리고 『 선생님, 나 됐다.또 한 단계 위의 것이 된 』라는 진보를 체험하는 것도 교육이다"로 "사사키 군이(결승전에서)『 나 안 됩니다 』과 감독에게 직소한 선수이자고 싶었다"고 말했다. 이 사건은 그 후도 고교 야구 투수의 기용 법이나 토너먼트에서 전술에 관한 논의에서 거론된다 등 문제에 일석을 던지게 되었다. 또한 정작 사사키 본인은 경기 후 언론 인터뷰에서 "감독의 판단이라, 소용 없어요.고교야구를 하다면 시합에 나가고 싶다.던지고 싶은 마음은 있었습니다"라고 밝혔다.
1. ↑  일본 야구 기구 공식 프로필
2. ↑  이상학 (2022년 4월 10일). “사사키, 9이닝 19K 퍼펙트 게임! 한미일 최초 13타자 연속 탈삼진”. OSEN. 2022년 4월 11일에 확인함.